# آدریان کولمب

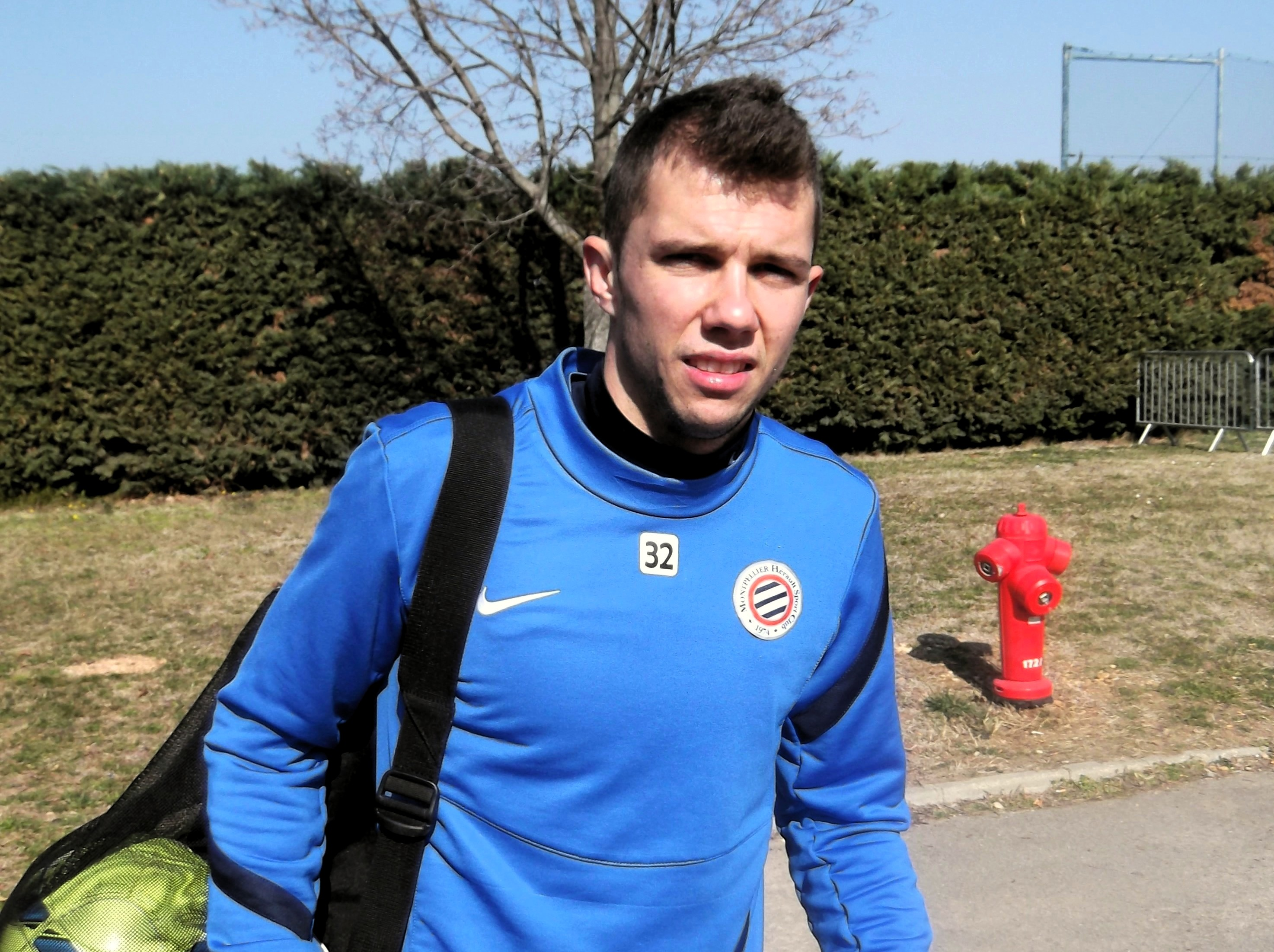
آدریان کولمب - ۲۰۱۳

آدریان کولمب (انگلیسی: Adrien Coulomb؛ زادهٔ ۴ اکتبر ۱۹۹۰) بازیکن فوتبال اهل فرانسه است.
از باشگاه‌هایی که در آن بازی کرده‌است می‌توان به باشگاه ورزشی مون‌پلیه اشاره کرد.